# Studios de Saint-Maurice
 (août 2025).
Les studios de Saint-Maurice sont d'anciens studios de cinéma français situés à Saint-Maurice, dans le département du Val-de-Marne.
Créés en 1913, ils connaissent un développement notable dans les années 1930, notamment sous l'impulsion de la société américaine Paramount, qui y lance la production de films parlants en versions multilingues.
Exploités ensuite par plusieurs entreprises, dont Gaumont et Franstudio, les studios accueillent pendant plusieurs décennies de nombreux tournages de productions françaises.
Ils ferment définitivement en 1971, à la suite d'un incendie. Le site est aujourd'hui occupé par le complexe immobilier Panoramis.

## Histoire

### Origines (1913–1929)
Un premier atelier de prises de vue cinématographiques est fondé à Saint-Maurice en 1913 par un particulier. Initialement, le site se compose d'un bâtiment de 300 m² incluant huit loges. Il se développe rapidement, s'étendant progressivement sur plusieurs terrains en bord de Marne pour former un complexe de studios plus vaste.
Durant les années 1920, l'activité reste limitée par rapport à celle des studios voisins de Joinville, alors plus actifs dans la production de longs métrages.

### L'ère Paramount (1929–1933)
En 1930, la société américaine Paramount rachète la société de Louis Aubert et entreprend la modernisation des installations. Six nouveaux plateaux équipés pour le cinéma parlant y sont construits.
Parmi les productions notables figure Marius (1931), adapté de la pièce de Marcel Pagnol et réalisé par Alexander Korda. Bien que souvent associé aux studios de Joinville, le tournage en intérieur a eu lieu à Saint-Maurice, alors que les studios de Joinville étaient exploités par Pathé sous la direction de Bernard Natan.
Le coût élevé des tournages multilingues pousse rapidement à l'adoption du doublage, plus économique. Paramount met fin à ses activités de production sur le site en 1933, tout en continuant à louer les studios à d'autres sociétés.

### Période Gaumont et Franstudio (1933–1971)
Après le départ de Paramount, les studios sont successivement exploités par plusieurs sociétés, notamment Gaumont et Franstudio, cette dernière fondée en 1947 par Pathé et Gaumont. L'activité reprend après la Seconde Guerre mondiale, avec un pic d'utilisation dans les années 1950, durant lesquelles les sept plateaux sont pleinement exploités. La généralisation du cinéma en couleur entraîne une évolution des techniques de tournage, des décors et des costumes.
Dans les années 1960, l'essor de la télévision entraîne une baisse de fréquentation des salles de cinéma, provoquant une crise du secteur. L'activité des studios décline progressivement, jusqu'à leur fermeture en 1971 à la suite d'un incendie. Le terrain est ensuite réaménagé pour accueillir, en 1975, le complexe immobilier « Panoramis ».